# Sendeanlage Hirschenstein
Die Sendeanlage Hirschenstein auf dem Großen Hirschenstein im Burgenland wurde als sechsgeschoßiges Stahlbetonbauwerk mit aufgesetztem freistehendem Stahlrohrmast ausgeführt (Durchmesser unterer Teil 2 m, oben 1,5 m). Verarbeitet wurden ca. 1250 m³ Beton und 68 Tonnen Baustahl. Der umbaute Raum beträgt rund 3500 m³. Der Mast ist für eine maximale Windgeschwindigkeit von 195 km/h dimensioniert.
Zur Aufrechterhaltung des Sendebetriebs bei Stromausfall wurde ein Dieselnotstromaggregat mit 150 kVA Leistung installiert (Anlauf bei Unterbrechung der Stromversorgung ca. 10 Sekunden). Die kombinierte Hör- und Fernsehrundfunkanlage wurde vom ORF am 18. Dezember 1969 in Betrieb genommen (Bauzeit weniger als 2 Jahre). Die Sendeanlage ist ferngesteuert und fernüberwacht.

## Frequenzen und Programme

### Analoger Hörfunk (UKW)
In UKW werden folgende Programme ausgestrahlt:
| Frequenz (in MHz) | Programm                     | RDS PS            | Senderlogo | RDS PI                | Regionalisierung | ERP (in kW) | Antennendiagramm rund (ND)/gerichtet (D) | Polarisation horizontal (H)/vertikal (V) | Sendeanlage     |
| ----------------- | ---------------------------- | ----------------- | ---------- | --------------------- | ---------------- | ----------- | ---------------------------------------- | ---------------------------------------- | --------------- |
| 87,9              | Hitradio Ö3                  | __OE_3__          |            | A203                  | –                | 7,5         | D (190°-250°)                            | H                                        | ORS-Sendeanlage |
| 90,6              | Ö1                           | __OE_1__          |            | A201                  | –                | 7,5         | D (190°-250°)                            | H                                        | ORS-Sendeanlage |
| 93,5              | Radio Burgenland             | RADIO-B_          |            | A404                  | Burgenland       | 7,5         | D (190°-250°)                            | H                                        | ORS-Sendeanlage |
| 97,4              | FM4                          | __FM4___          |            | A213                  | –                | 7,5         | D (190°-250°)                            | H                                        | ORS-Sendeanlage |
| 100,1             | Radio Steiermark             | RADIO-ST          |            | A902                  | Steiermark       | 3           | D (220°-310°)                            | H                                        | ORS-Sendeanlage |
| 102,5             | oe24 Radio (derzeit inaktiv) | _OE_24__          |            | A3E0/ ACE0 (regional) | Wien             | 1,1         | D (220°-310°)                            | H                                        | BKF-Sendeanlage |
| 104,1             | kronehit                     | kronehit          |            | A3FF/ A4FF (regional) | Burgenland       | 6           | D (190°-250°, 350°-10°)                  | H                                        | BKF-Sendeanlage |
| 105,5             | Radio 88.6                   | *_88.6_*          |            | AC47/ A447 (regional) | Burgenland       | 2,5         | D (150°-10°)                             | H                                        | BKF-Sendeanlage |
| 106,1             | Antenne Steiermark           | ANTENNE_/__STMK__ |            | A943                  | Steiermark       | 3           | D (220°-310°)                            | H                                        | ORS-Sendeanlage |

### Digitaler Hörfunk (DAB+)
Seit 28. Mai 2020 wird der Österreichische Bundesmux im Kanal 8A gesendet. DAB wird in vertikaler Polarisation im Gleichwellenbetrieb mit anderen Sendern ausgestrahlt. In DAB+ werden folgende Programme ausgestrahlt:
| Block                     | Programme | ERP (in kW) | Antennen- diagramm rund (ND), gerichtet (D) | Gleichwellennetz (SFN) |
| ------------------------- | --- | ----------- | ------------------------------------------- | --- |
| 8A DAB+ Austria           | DAB-Block des österreichischen Bundesmux: - #Radio ONE (80 kbit/s) - * 88,6 * (72 kbit/s) - Antenne Österreich (72 kbit/s) - arabella HOT (72 kbit/s) - arabella MAGIC (72 kbit/s) - Energy (96 kbit/s) - ERF Süd (40 kbit/s) - jö.live (72 kbit/s) - KLASSIK RADIO (72 kbit/s) - Mein Kinderradio (40 kbit/s) - oe24 Radio (72 kbit/s) - Radio Maria Österreich (72 kbit/s) - Radio Stephansdom Klassik (72 kbit/s) - Rock Antenne (72 kbit/s) - Schlagerradio Flamingo (72 kbit/s) - WELLE 1 (72 kbit/s) - ORS EPG (16 kbit/s Daten) - ORS TPEG (8 kbit/s Daten, geplant) | 5,6         | D (10–20°, 170–260°)                        | - Burgenland: Rechnitz (Hirschenstein) - Steiermark: Graz (Schöckl) |
| 8B MUX III                | - #Radio Rot Weiss Rot (112 kbp/s) - #Super 80s (112 kbp/s) - *SOL* (56 kbp/s) - ARABELLA (72 kbp/s) - Antenne Hit (72 kbp/s) - Flash 90s (72 kbp/s) - Beats Radio (72 kbp/s) - LoungeFM (40 kbp/s) - Inforadio (40 kbp/s) - Musiksender GÖD (72 kbp/s) - Nostalgie (96 kbp/s) - Superfly (72 kbp/s) - Radio VM1 (72 kbp/s) - Radio Bollerwagen (72 kbp/s) - XXXL RADIO (72 kbp/s) - SPI (16 kbp/s Daten) | 5,6         | D (40–310°)                                 | - Burgenland: Rechnitz (Hirschenstein) - Oberösterreich: Linz (Lichtenberg) - Steiermark: Bruck an der Mur (Mugel), Graz (Schöckl), Schladming (Hauser Kaibling) - Tirol: Innsbruck (Patscherkofel) |
| 8D MUX II Stmk/Ktn/Bgld-S | - Antenne Kärnten 72 kbp/s - Antenne Steiermark 72 kbp/s - Grün-Weiß (72 kbp/s) - Radio MediaMarkt (72 kbp/s) - Radio Val Canale (72 kbp/s) - Rock FM (48 kbp/s) - Soundportal (72 kbp/s) | 5,6         | D (40–310°)                                 | - Burgenland: Rechnitz (Hirschenstein) - Steiermark: Graz (Schöckl) |

### Digitales Fernsehen (DVB-T2)
In DVB-T2 werden folgende Programme ausgestrahlt:
| Kanal | Frequenz (in MHz) | Multiplex                           | Programme im Multiplex                                            | ERP (in kW) | Polarisation horizontal (H) / vertikal (V) | Modulations- verfahren | FEC | Guard- intervall | Bitrate (in MBit/s) | Gleichwellennetz (SFN) |
| ----- | ----------------- | ----------------------------------- | ----------------------------------------------------------------- | ----------- | ------------------------------------------ | ---------------------- | --- | ---------------- | ------------------- | ---------------------- |
| 23    | 490               | ORS-Bouquet B                       | - ORF III - ORF SPORT + - 3sat - Puls 4 - Servus TV               | 28          | H                                          | 16-QAM                 | 5/6 | 1/4              | 16,59               | Graz 1 (Schöckl)       |
| 43    | 650               | ORS-Bouquet A Steiermark/Burgenland | - ORF eins - ORF 2 (Steiermark) - ORF 2 (Burgenland) (ztw.) - ATV | 31          | H                                          | 16-QAM                 | 3/4 | 1/4              | 14,93               | –                      |

### Analoges Fernsehen (PAL)
Bis zur Umstellung auf DVB-T wurden folgende Programme in analogem PAL gesendet:
| Kanal | Frequenz (MHz) | Programm           | ERP (kW) | Polarisation horizontal (H)/ vertikal (V) |
| ----- | -------------- | ------------------ | -------- | ----------------------------------------- |
| 6     | 182,25         | ORF 1              | 3        | V                                         |
| 30    | 543,25         | ATV                | 55       | H                                         |
| 43    | 647,25         | ORF 2 (Burgenland) | 100      | H                                         |
| 55    | 743,25         | ORF 2 (Steiermark) | 55       | H                                         |